# Serie A 2025-2026 (rugby a 15 femminile)
La serie A 2025-26 è il 4º campionato italiano di rugby a 15 femminile di seconda divisione.
Organizzato dalla Federazione Italiana Rugby, prevede una promozione in Serie A Élite con contestuale retrocessione da tale categoria.
Si tiene dal 19 ottobre 2025 al 17 maggio 2026 tra 18 squadre ripartite su tre gironi, il primo di merito che esprime una delle due finaliste e gli altri due geografici che esprimono la seconda finalista.
La squadra vincitrice del torneo è campione d’Italia Serie A femminile e guadagna la promozione in Serie A Élite per la stagione successiva.
Il valore delle marcature, come stabilito da World Rugby nel 2017, è: 5 punti per ciascuna meta (7 se trasformata), 7 punti per la meta tecnica, 3 punti per la realizzazione di ciascun calcio piazzato, idem per il drop.

## Formula
Le 18 squadre sono ripartite in 3 gironi così ripartiti:
- Girone 1: gruppo di merito composto dal club retrocesso dalla Serie A Élite 2024-25 (Volvera) e le migliori classificate della Serie A della stagione precedente: la semifinalista Riviera, il CUS Milano (dopo integrazione della prima squadra con il Parabiago, finalista sconfitto[3], il Roma Women (dopo integrazione delle prime squadre delle Lupe Frascati, semifinaliste la stagione precedente, con le All Reds e l'US Roma Rugby[4], CUS Genova e Romagna (seconde classificate rispettivamente dei gironi 1 e 2 della stagione di serie A precedente[1].
- Gironi 2 e 3: le altre squadre della precedente serie A più eventuali nuove iscrizioni / integrazioni e accorpamenti.

Tutti e tre i gironi si svolgono all'italiana con gare d'andata e ritorno.
La vincitrice del girone 1 va direttamente alla finale nazionale per il titolo e la promozione.
Le vincitrici dei gironi 2 e 3 si affrontano in una gara unica di barrage per stabilire la seconda finalista.
La finale si tiene in gara unica in campo neutro, e la vincitrice è campione d'Italia serie A femminile e promossa in serie A Élite femminile 2026-27.

## Squadre partecipanti
| Girone 1          | Girone 2                             | Girone 3                 |
| ----------------- | ------------------------------------ | ------------------------ |
| CUS Genova        | Calvisano B                          | Amatori Catania          |
| CUS Milano        | CUS Piemonte Orientale (Alessandria) | Anconitana               |
| Riviera (Mira)    | Formigine                            | Bisceglie                |
| Romagna (Ravenna) | Forum Iulii (Udine)                  | Le Brigantesse (Catania) |
| Roma Women        | Ivrea                                | CUS L’Aquila             |
| Volvera           | Linci (Milano)                       | Scandicci                |

## Stagione regolare

### Girone 1
| 19-10-2025 | 1ª/6ª giornata       | 1-2-2026  |
| ---------- | -------------------- | --------- |
|            | CUS Genova – Volvera |           |
|            | Riviera – CUS Milano |           |
|            | Roma – Romagna       |           |
|            |                      |           |
| 14-12-2025 | 4ª/9ª giornata       | 15-3-2026 |
|            | CUS Milano – Volvera |           |
|            | Riviera – Romagna    |           |
|            | Roma – CUS Genova    |           |

| 2-11-2025 | 2ª/7ª giornata       | 15-2-2026 |
| --------- | -------------------- | --------- |
|           | CUS Milano – Roma    |           |
|           | Romagna – CUS Genova |           |
|           | Volvera – Riviera    |           |
|           |                      |           |
| 18-1-2026 | 5ª/10ª giornata      | 22-3-2026 |
|           | CUS Genova – Riviera |           |
|           | Romagna – CUS Milano |           |
|           | Volvera – Roma       |           |

| 30-11-2025 | 3ª/8ª giornata          | 1-3-2026 |
| ---------- | ----------------------- | -------- |
|            | CUS Genova – CUS Milano |          |
|            | Volvera – Romagna       |          |
|            | Riviera – Roma          |          |

#### Classifica girone 1
| Pos | Squadra    | G | V | N | P | PF | PS | DP | BMP | Pt |
| --- | ---------- | - | - | - | - | -- | -- | -- | --- | -- |
| 1   | CUS Genova | 0 | 0 | 0 | 0 | 0  | 0  | 0  | 0   | 0  |
| 2   | CUS Milano | 0 | 0 | 0 | 0 | 0  | 0  | 0  | 0   | 0  |
| 3   | Riviera    | 0 | 0 | 0 | 0 | 0  | 0  | 0  | 0   | 0  |
| 4   | Romagna    | 0 | 0 | 0 | 0 | 0  | 0  | 0  | 0   | 0  |
| 5   | Roma Women | 0 | 0 | 0 | 0 | 0  | 0  | 0  | 0   | 0  |
| 6   | Volvera    | 0 | 0 | 0 | 0 | 0  | 0  | 0  | 0   | 0  |

### Girone 2
| 19-10-2025 | 1ª/6ª giornata            | 1-2-2026  |
| ---------- | ------------------------- | --------- |
|            | Formigine – CUS Piem. Or. |           |
|            | Ivrea – Calvisano         |           |
|            | Linci – F. Iulii          |           |
|            |                           |           |
| 14-12-2025 | 4ª/9ª giornata            | 15-3-2026 |
|            | Formigine – Calvisano     |           |
|            | F. Iulii – CUS Piem. Or.  |           |
|            | Linci – Ivrea             |           |

| 2-11-2025 | 2ª/7ª giornata        | 15-2-2026 |
| --------- | --------------------- | --------- |
|           | CUS Piem. Or. – Ivrea |           |
|           | F. Iulii – Formigine  |           |
|           | Calvisano – Linci     |           |
|           |                       |           |
| 18-1-2026 | 5ª/10ª giornata       | 22-3-2026 |
|           | Calvisano – F. Iulii  |           |
|           | CUS Piem. Or. – Linci |           |
|           | Ivrea – Formigine     |           |

| 30-11-2025 | 3ª/8ª giornata            | 1-3-2026 |
| ---------- | ------------------------- | -------- |
|            | CUS Piem. Or. – Calvisano |          |
|            | Ivrea – F. Iulii          |          |
|            | Linci – Formigine         |          |

#### Classifica girone 2
| Pos | Squadra                | G | V | N | P | PF | PS | DP | BMP | Pt |
| --- | ---------------------- | - | - | - | - | -- | -- | -- | --- | -- |
| 1   | Calvisano              | 0 | 0 | 0 | 0 | 0  | 0  | 0  | 0   | 0  |
| 2   | CUS Piemonte Orientale | 0 | 0 | 0 | 0 | 0  | 0  | 0  | 0   | 0  |
| 3   | Formigine              | 0 | 0 | 0 | 0 | 0  | 0  | 0  | 0   | 0  |
| 4   | Forum Iulii            | 0 | 0 | 0 | 0 | 0  | 0  | 0  | 0   | 0  |
| 5   | Ivrea                  | 0 | 0 | 0 | 0 | 0  | 0  | 0  | 0   | 0  |
| 6   | Linci                  | 0 | 0 | 0 | 0 | 0  | 0  | 0  | 0   | 0  |

### Girone 3
| 19-10-2025 | 1ª/6ª giornata             | 1-2-2026  |
| ---------- | -------------------------- | --------- |
|            | Anconitana – Am. Catania   |           |
|            | Bisceglie – CUS L’Aquila   |           |
|            | Brigantesse – Scandicci    |           |
|            |                            |           |
| 14-12-2025 | 4ª/9ª giornata             | 15-3-2026 |
|            | Am. Catania – CUS L’Aquila |           |
|            | Anconitana – Scandicci     |           |
|            | Brigantesse – Bisceglie    |           |

| 2-11-2025 | 2ª/7ª giornata             | 15-2-2026 |
| --------- | -------------------------- | --------- |
|           | Am. Catania – Brigantesse  |           |
|           | Scandicci – Bisceglie      |           |
|           | CUS L’Aquila – Anconitana  |           |
|           |                            |           |
| 18-1-2026 | 5ª/10ª giornata            | 22-3-2026 |
|           | Bisceglie – Anconitana     |           |
|           | CUS L'Aquila – Brigantesse |           |
|           | Scandicci – Am. Catania    |           |

| 30-11-2025 | 3ª/8ª giornata           | 1-3-2026 |
| ---------- | ------------------------ | -------- |
|            | Anconitana – Brigantesse |          |
|            | Bisceglie – Am. Catania  |          |
|            | Scandicci – CUS L’Aquila |          |

#### Classifica girone 2
| Pos | Squadra         | G | V | N | P | PF | PS | DP | BMP | Pt |
| --- | --------------- | - | - | - | - | -- | -- | -- | --- | -- |
| 1   | Amatori Catania | 0 | 0 | 0 | 0 | 0  | 0  | 0  | 0   | 0  |
| 2   | Anconitana      | 0 | 0 | 0 | 0 | 0  | 0  | 0  | 0   | 0  |
| 3   | Bisceglie       | 0 | 0 | 0 | 0 | 0  | 0  | 0  | 0   | 0  |
| 4   | Le Brigantesse  | 0 | 0 | 0 | 0 | 0  | 0  | 0  | 0   | 0  |
| 5   | CUS L’Aquila    | 0 | 0 | 0 | 0 | 0  | 0  | 0  | 0   | 0  |
| 6   | Scandicci       | 0 | 0 | 0 | 0 | 0  | 0  | 0  | 0   | 0  |

## Play-off
|  | Barrage     | Barrage | Barrage            |  |  | Finale      | Finale | Finale |  |
|  |             |         |                    |  |  |             |        |        |  |
|  |             |         |                    |  |  | 1ª Girone 1 |        |        |  |
|  |             |         |                    |  |  |             |        |        |  |
|  |             |         | Vincitrice barrage |  |  |             |        |        |  |
|  | 1ª Girone 2 |         |                    |  |  |             |        |        |  |
|  |             |         |                    |  |  |             |        |        |  |
|  | 1ª Girone 3 |         |                    |  |  |             |        |        |  |

### Barrage
| 19 aprile 2026 | 1ª Girone 2 | – | 1ª Girone 3 |  |

### Finale
| 17 maggio 2026 | 1ª Girone 1 | – | Vincitrice barrage |  |